# Archebius Dikaios Nikephoros
Archebius Dikaios Nikephoros, död 80 f.Kr., var en indogrekisk monark. Han tillhörde Euthydemiddynastin, och var regerande monark av en indogrekisk monarki i Arachosia, Gandhara och Punjab mellan 90 f.Kr. och 80 f.Kr.